# Kroksjön (Bräkne-Hoby socken, Blekinge, 624333-145967)
Kroksjön är en sjö i Ronneby kommun i Blekinge och ingår i Vierydsåns huvudavrinningsområde. Sjön är 12,5 meter djup, har en yta på 0,138 kvadratkilometer och är belägen 66,2 meter över havet.

## Delavrinningsområde
Kroksjön ingår i det delavrinningsområde (624140-145980) som SMHI kallar för Ovan Fröjadalsbäcken. Medelhöjden är 63 meter över havet och ytan är 13,1 kvadratkilometer. Räknas de 5 avrinningsområdena uppströms in blir den ackumulerade arean 69,12 kvadratkilometer. Avrinningsområdets utflöde Vierydsån mynnar i havet. Avrinningsområdet består mestadels av skog (58 procent) och jordbruk (26 procent). Avrinningsområdet har 0,19 kvadratkilometer vattenytor vilket ger det en sjöprocent på 1,5 procent.